# Bohdanivka, Jîtomîr
Bohdanivka (în ucraineană Богданівка) este un sat în comuna Berezivka din raionul Jîtomîr, regiunea Jîtomîr, Ucraina.

## Demografie
Componența lingvistică a localității Bohdanivka
     Ucraineană (100%)
Conform recensământului din 2001, toată populația localității Bohdanivka era vorbitoare de ucraineană (100%).